# Ayelu
Der Ayelu ist ein 2145 m hoher Stratovulkan südlich der Asbahri-Ebene in Nord-Äthiopien. Seine östliche Flanke wird von Spalten durchzogen und ist durch Ignimbrit-Ablagerungen des in unmittelbarer Nähe im Osten liegenden Vulkans Adwa bedeckt. An der Westflanke des Vulkans befinden sich einige heiße Quellen. Es liegen keine gesicherten Daten über Ausbrüche vor.